# Tronçon
Der Tronçon ist ein kleiner Fluss in Frankreich, der in den Regionen Bretagne und Normandie verläuft. Er entspringt im westlichen Gemeindegebiet von Le Ferré, knapp an der Grenze zur Nachbargemeinde Saint-James, quert im Oberlauf die Autobahn A84, entwässert dann mit einem Bogen über Süd generell in westlicher Richtung und bildet dabei auf einer Länge von etwa 13 Kilometern die Grenze zwischen den Départements Ille-et-Vilaine und Manche. Schließlich mündet er nach insgesamt rund 17 Kilometern im Gemeindegebiet von Val-Couesnon als rechter Nebenfluss in den Couesnon.

## Orte am Fluss
(Reihenfolge in Fließrichtung)
- La Haie Bourel, Gemeinde Le Ferré
- Pincey, Gemeinde Saint-James
- Coglès, Gemeinde Les Portes du Coglais
- Le Clos sur les Bois, Gemeinde Saint-James
- Saint-Ouen-la-Rouërie, Gemeinde Val-Couesnon
- La Folie, Gemeinde Val-Couesnon